# Hjertevejning
Hjertevejning er et begreb i oldtidens ægyptiske mytologi, ifølge hvilken et menneskes hjerte skulle vejes, inden man blev lukket ind i dødsriget. Hjertet skulle være lettere end en fjer, ellers havde man for meget på samvittigheden, og hjertet blev spist af Ammut.